# Bandera de Zapotillo (Ecuador)
La bandera de la ciudad de Zapotillo y del Cantón Zapotillo fue creada por el extinto Padre Franco José Aguirre Córdova. Se compone de un rectángulo de proporción 3:5 que se divide en 3 franjas.
- La primera es de color celeste, simboliza la sinceridad de su gente, además representa su cielo despejado y las claras aguas del río Catamayo.
- La segunda franja de color blanco significa la añorada paz y el espíritu puro de los zapotillanos.
- La tercera franja de color verde claro pone de manifiesto su vegetación así como sus fértiles y fructíferos campos.